# Helina tibiella
Helina tibiella är en tvåvingeart som först beskrevs av Stein 1918.  Helina tibiella ingår i släktet Helina och familjen husflugor. Inga underarter finns listade i Catalogue of Life.